# モモジタトカゲ
モモジタトカゲ（Hemisphaeriodon gerrardii）は、爬虫綱有鱗目トカゲ科モモジタトカゲ属に分類されるトカゲ。本種のみでモモジタトカゲ属を構成する。

## 分布
オーストラリア東部

## 形態
全長40-48センチメートル。体型は細長い。胴体を覆う列になった鱗の数（体列鱗数）は30-34。尾は頭胴長の110-140%。体色は灰褐色や淡褐色。
舌は桃色。後肢は頭胴長の25-30%。
幼体は頸部から尾先端にかけて明瞭な横縞が入る。舌が青い。成長に伴い横縞は不明瞭になり（消失する個体もいる）、舌は桃色になる。

## 分類
以前はアオジタトカゲ属やCyclodomorphus属とする説もあった。

## 生態
沿岸部の湿度が高い降雨林などに生息するが、乾燥した森林に生息することもある。地表棲だが、尾を巻き付けて木に登ることもある。夜行性あるいは薄明薄暮性だが、昼間に倒木や岩の上で日光浴することもある。
食性は雑食性で、昆虫、陸棲の巻貝などを食べる。
繁殖形態は胎生。1回に最大25匹の幼体を産む。
幼体は全長約6ｃｍ。

## 人間との関係
ペットとして飼育されることもあり、日本にも輸入されている。欧米で飼育下繁殖された個体が流通するが、流通量は少ない。